# Making Enemies is Good
Albums de Backyard Babies
Total 13 Stockholm Syndrome
Making Enemies Is Good est le troisième album studio du groupe de glam hard punk'n roll suédois Backyard Babies. Il est sorti en 2001.

## Composition du groupe
- Nicke Borge : chant et guitare
- Dregen : guitare et chœurs
- Johan Blomquist : basse
- Peder Carlsson : batterie

## Liste des chansons de l'album
1. I Love To Roll - 2:04
2. Payback - 3:03
3. Brand New Hate - 2:59
4. Colours - 4:50
5. Star War - 3:05
6. The Clash - 3:07
7. My Demonic Side - 3:33
8. The Kids Are Right - 2:58
9. Ex-Files - 3:35
10. Heaven 2.9 - 2:51
11. Too Tough To Make Some Friends - 2:17
12. Painkiller - 5:34
13. Bigger W/A Trigger - 2:07
14. P.O.P - 2:39